# Ayumi Hamasaki Countdown Live 2002–2003 A
ayumi hamasaki COUNTDOWN LIVE 2002–2003 A – album koncertowy japońskiej piosenkarki Ayumi Hamasaki, wydany 29 stycznia 2003 roku jako część Ayumi Hamasaki COMPLETE LIVE BOX A. Na płycie zawarte są nagrania koncertów z cyklu „odliczanie na żywo” (ang. countdown live), które odbyły się 30 i 31 grudnia 2002 roku w Yoyogi National Gymnasium (Sala Pierwsza).

## Lista utworów
| Nr  | Tytuł                |
| --- | -------------------- |
| 1.  | "taskinillusion"     |
| 2.  | "Real me"            |
| 3.  | "evolution"          |
| 4.  | "UNITE!"             |
| 5.  | "Heartplace"         |
| 6.  | "Free & Easy"        |
| 7.  | "HANABI"             |
| 8.  | "Boys & Girls"       |
| 9.  | "TRF medley"         |
| 10. | "AUDIENCE"           |
| 11. | "WE WISH"            |
| 12. | "everywhere nowhere" |
| 13. | "Trauma"             |
| 14. | "Voyage"             |
| 15. | "independent"        |
| 16. | "+"                  |
| 17. | "July 1st"           |